# Austrália nos Jogos Olímpicos de Inverno de 1960
A Austrália participou dos Jogos Olímpicos de Inverno de 1960 em Squaw Valley, nos Estados Unidos.